# NGC 7215
NGC 7215 is een lensvormig sterrenstelsel in het sterrenbeeld Waterman. Het hemelobject werd op 11 augustus 1864 ontdekt door de Duitse astronoom Albert Marth.

## Synoniemen
- ZWG 377.31
- PGC 68127